# Billard aux Jeux mondiaux de 2013
Navigation
Kaohsiung 2009 Wrocław 2017
Les épreuves de Billard des Jeux mondiaux de 2013 ont lieu du 29 juillet au 1er août 2013 à Cali (Colombie).

## Podiums
| Épreuves         | Or                                | Argent                             | Bronze                          |
| ---------------- | --------------------------------- | ---------------------------------- | ------------------------------- |
| Billard - Hommes | Royaume-Uni Darren Lee Appleton   | Taipei chinois Chang Jung-lin (en) | Philippines Dennis Orcollo (en) |
| Billard - Femmes | Taipei chinois Chou Chieh-yu (de) | Corée du Sud Kim Ga-young (de)     | Royaume-Uni Kelly Fisher (en)   |
| Carom - Hommes   | Italie Marco Zanetti              | Belgique Eddy Frans Merckx         | Pays-Bas Glenn Hofman (de)      |
| Snooker - Homme  | Inde Aditya Mehta                 | Chine Liang Wenbo                  | Thaïlande Dechawat Poomjaeng    |

## Tableau des médailles
| Rang  | Nation          | Or | Argent | Bronze | Total |
| ----- | --------------- | -- | ------ | ------ | ----- |
| 1     | Chinese Taipei  | 1  | 1      | 0      | 2     |
| 2     | Grande-Bretagne | 1  | 0      | 1      | 2     |
| 3     | Italie          | 1  | 0      | 0      | 1     |
| 3     | Inde            | 1  | 0      | 0      | 1     |
| 5     | Corée du Sud    | 0  | 1      | 0      | 1     |
| 5     | Belgique        | 0  | 1      | 0      | 1     |
| 5     | Chine           | 0  | 1      | 0      | 1     |
| 8     | Pays-Bas        | 0  | 0      | 1      | 1     |
| 8     | Philippines     | 0  | 0      | 1      | 1     |
| 8     | Thaïlande       | 0  | 0      | 1      | 1     |
| TOTAL | TOTAL           | 4  | 4      | 4      | 12    |